# Міток (Ясси)
Міток (рум. Mitoc) — село у повіті Ясси в Румунії. Входить до складу комуни Шипоте.
Село розташоване на відстані 347 км на північ від Бухареста, 43 км на північний захід від Ясс.

## Населення
За даними перепису населення 2002 року у селі проживали 483 особи, з них 482 особи (99,8%) румунів. Усі жителі села рідною мовою назвали румунську.